# Tubuai

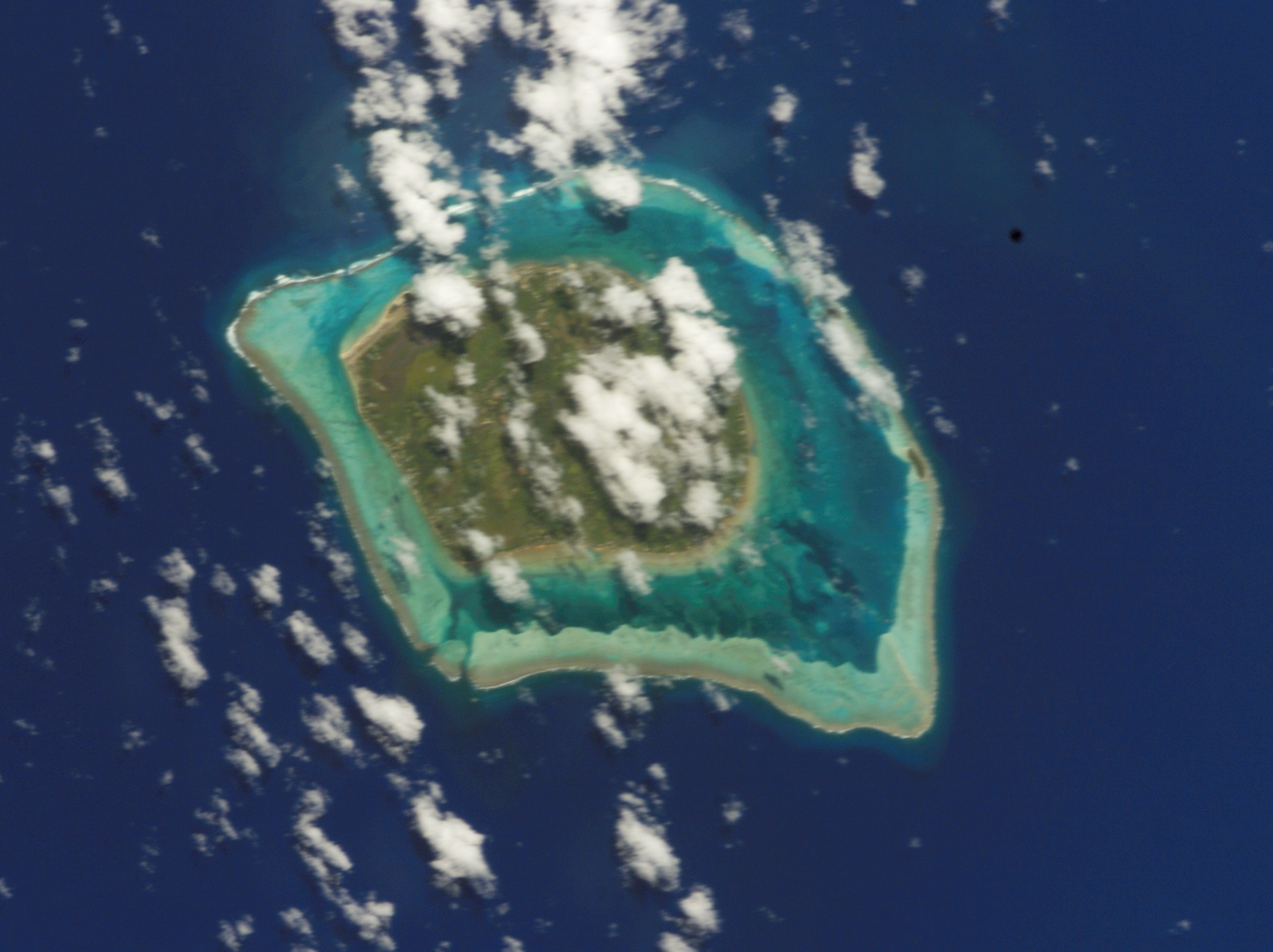
Satellitbild över Tubuai

Tubuai (franska îles Tubuai) är en ö i Franska Polynesien i Stilla havet.

## Historia
Tubuai beboddes troligen av polynesier redan på 900-talet. Ön upptäcktes av James Cook under hans sista resa till Tahiti 1777. Under juni till september 1789 levde Fletcher Christian och de övriga myteristerna från Bounty här och byggde Fort George på öns nordöstra del. 1843 blev Tubuai en fransk koloni och 1903 införlivades ön tillsammans med övriga öar inom Australgruppen i det nyskapade Établissements Français de l'Océanie (Franska Oceanien).

## Geografi
Tubuai är huvudön i ögruppen Australöarna och ligger cirka 640 km söder om Tahiti. Ön har en area om cirka 45 km² och cirka 2 000 invånare, huvudorten heter Mataura med cirka 1 000 invånare. Högsta höjden är den utslocknade vulkanen Mont Taitaa med cirka 420 m ö.h. och ön omges av en rad småöar, bland andra Motu Toena, Motu Roa, Motu Motiha, Motu Ofai och Îlot de Sable.